# ニューホランドAg

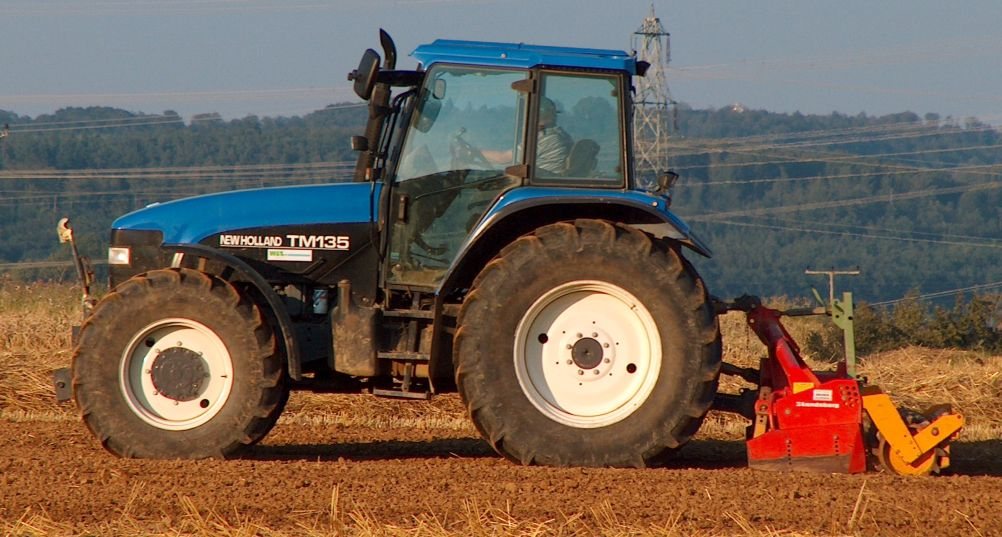
ニューホランド製トラクター（TM135）

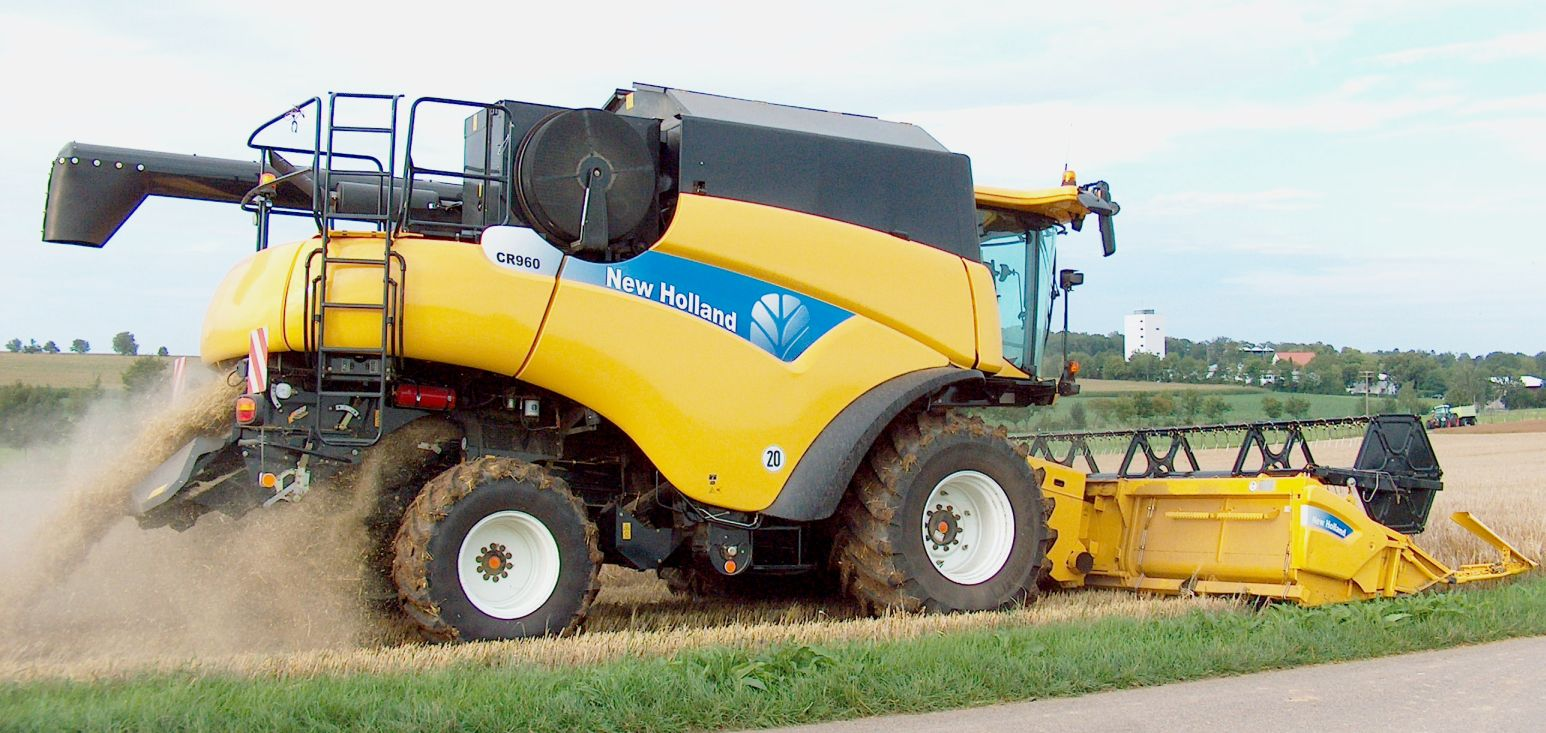
ニューホランド製コンバイン（CR 960）

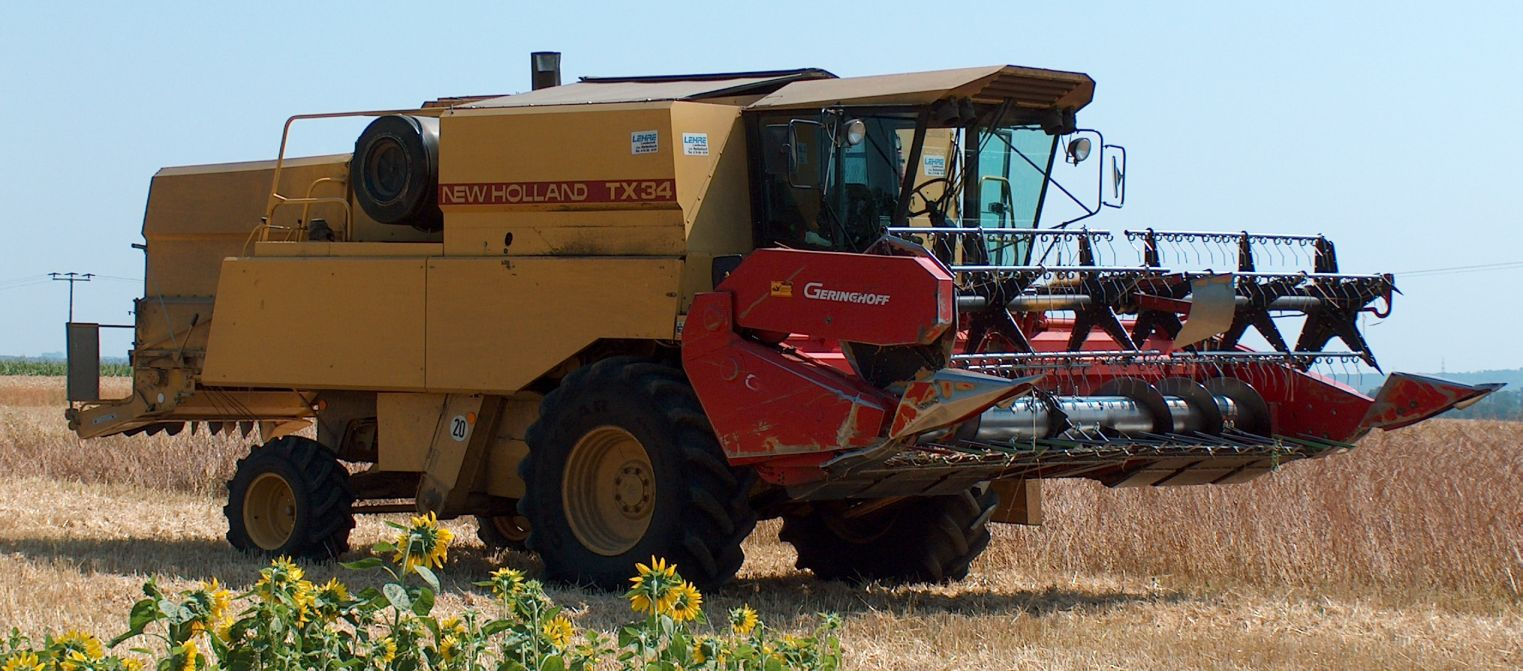
ニューホランド製コンバイン（TX-34）

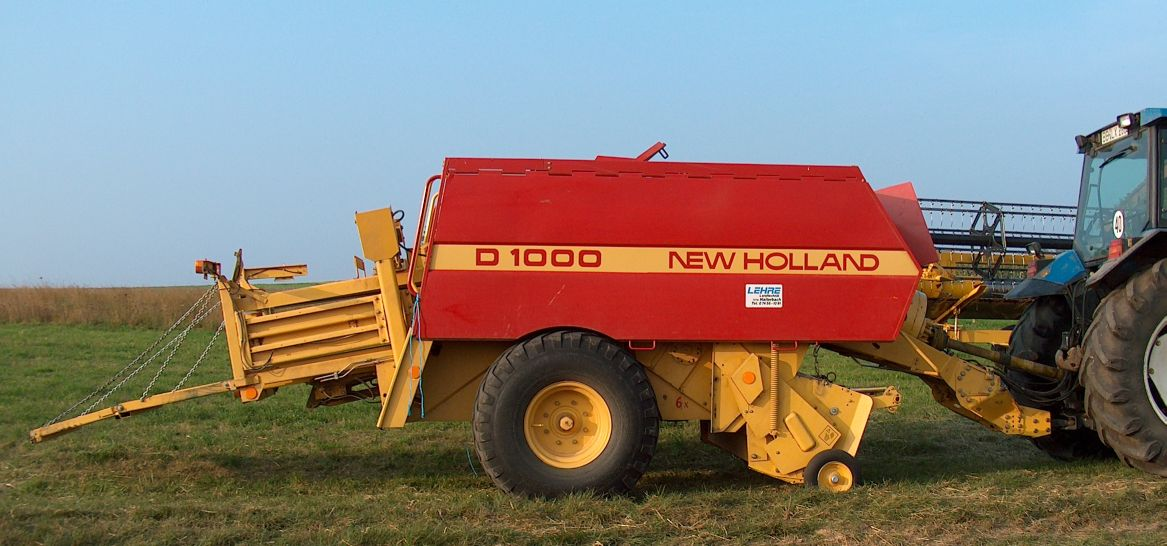
ニューホランド製コンパクトベーラー

ニューホランド（New Holland）はCNHインダストリアル傘下の農業機械・建設機械ブランドである。「ニューホランド」ブランドの農業機械・建設機械は世界中で販売されている。

## 創業（エイブラム・ジンマーマン）
ニューホランドはエイブラム・ジンマーマン（Abram Zimmerman）により1895年にアメリカ・ペンシルベニア州ニューホランドに設立された。

## 買収
1947年にスペリー（Sperry Corporation）に買収されて、スペリー・ニューホランド（Sperry-New Holland）と改称した。
1964年にはベルギーのコンバインメーカー・クレイス（Claeys）を買収している。
芝関連機器の製造部門は1974年にアメリカのアリエンス（Ariens）に売却された。
1986年にはフォードがスペリー・ニューホランドを買収し、フォード・ニューホランド（Ford/New Holland）と改称した。後に一部をイタリア・フィアット社へ売却。
フォード・ニューホランドは1998年、トラクターメーカーであるヴァーサタイル社と建築機械メーカーであるO&K社を買収（O&Kの北米部門はテレックス社に売却）、再びニューホランドと改称した。
2000年にフィアットはケースIHを買収、ニューホランドと合併させてCNHグローバルへ改組した。
「ヴァーサタイル」と「ジェネシス」トラクター部門はカナダのビューラー・インダストリーズへ売却した。
一時期、フィアットグループがオーナーを務めるイタリアのサッカークラブ・ユヴェントスのユニフォームの胸スポンサーになっていた。

## 日本におけるニューホランド

### 総代理店・日本ニューホランド[1]
現在日本におけるニューホランド製品の総代理店である日本ニューホランドの前身、北海自動車工業が北海道札幌市に設立されたのは1934年（昭和9年）である。
同社は当初、フォードなど、外国製乗用車の販売・整備事業を行っていたが、1952年（昭和27年）、フォードトラクターの日本総代理店となり、フォードソン（Fordson）農用トラクターと農機の輸入販売を開始した。
1970年（昭和45年）には北海自動車からトラクター部門が独立し、フォードとの合弁で北海フォードトラクター（HFT）を設立。同年には、石川島芝浦機械（現・IHIアグリテック）もフォードとトラクター販売で提携している。
1987年（昭和62年）にはフォード・ニューホランド製の牧草機械の販売権をも獲得する。
1991年（平成3年）、芝本産業がフォードに出資、北海自動車工業は北海フォードトラクターを芝本産業へ売却  、
1995年（平成7年）には社名を日本ニューホランドと変更し、現在に至る。1952年（昭和27年）からのトラクター輸入台数の累計は約65,000台以上で、無借金経営の上に自己資本比率は70 %近くに及ぶ。

### ニューホランドによる日本国内での製品調達
ニューホランドは IHI の子会社 IHIシバウラから農業用トラクターを調達、欧米市場で自社ブランド製品として販売している。また、日本ニューホランドは独自にクボタから小型トラクターのOEMを受け、ニューホランドブランドで発売している。